# Omanitherium
Omanitherium — рід вимерлих хоботних, який мешкав у ранньому олігоцені в Омані. Він належить до родини Barytheriidae, яка представляє перших великих розмірів хоботних, які з’явилися в літописі скам’янілостей і характеризуються сильним статевим диморфізмом.